# ت ع م+07:00
|  | التوقيت     | المنطقة                   |
|  | ----------- | ------------------------- |
|  | ت ع م+2:00  | MSK−1: توقيت كالينينغراد  |
|  | ت ع م+3:00  | MSK:+1 توقيت موسكو        |
|  | ت ع م+4:00  | MSK+1: توقيت سامارا       |
|  | ت ع م+5:00  | MSK+2: توقيت ييكاتيرينبرغ |
|  | ت ع م+6:00  | MSK+3: توقيت أومسك        |
|  | ت ع م+7:00  | MSK+4: توقيت كراسنويارسك  |
|  | ت ع م+8:00  | MSK+5: توقيت إركوتسك      |
|  | ت ع م+9:00  | MSK+6: توقيت ياكوتسك      |
|  | ت ع م+10:00 | MSK+7: توقيت فلاديفوستوك  |
|  | ت ع م+11:00 | MSK+8: توقيت سريدنكوليمسك |
|  | ت ع م+12:00 | MSK+9: توقيت كامشاتكا     |

| ت ع م+07:00 \| |
| ت ع م+08:00 \| |

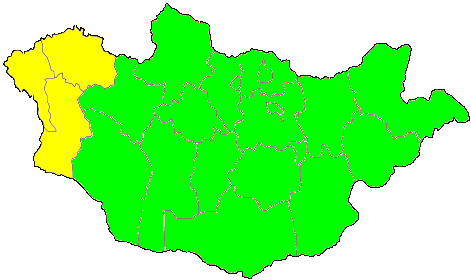
خارطة دولة منغوليا

ت ع م+07:00 (بالإنجليزية: UTC+07:00)‏، هو معرف لمنطقة زمنية تقع قبل التوقيت العالمي المنسق (ت ع م) بسبع ساعات +07، ويستخدم لقياس الوقت.

## التوقيت الرسمي

### طوال السنة
أوروبا
- روسيا – توقيت كراسنويارسك

آسيا
- منغوليا (الجزء الغربي)
- لاوس
- فيتنام
- كمبوديا
- تايلاند
- إندونيسيا – الجزء الغربي من الدولة ويشمل:

- كالمنتان الوسطى
- جزيرة جاوا
- سومطرة
- كالمنتان الغربية

- أستراليا – يستخدم التوقيت فقط في جزيرة عيد الميلاد